# You're Under Arrest
You're Under Arrest je studiové album amerického trumpetisty Milese Davise. Nahrané bylo od ledna 1984 do ledna následujícího roku v newyorském studiu Record Plant Studio a o produkci se starali Davis a Robert Irving III. Album vyšlo v září 1985 a jde o jeho poslední album vydané u vydavatelství Columbia Records. Vedle nových písní obsahuje i několik coververzí, například „Human Nature“ od Michaela Jacksona

## Seznam skladeb
| Pořadí         | Název                                                                | Autor                                             | Délka |
| -------------- | -------------------------------------------------------------------- | ------------------------------------------------- | ----- |
| 1.             | One Phone Call“ / „Street Scenes                                     | Miles Davis                                       | 4:34  |
| 2.             | Human Nature                                                         | John Bettis, Steve Porcaro                        | 4:30  |
| 3.             | Intro: MD 1“ / „Something's On Your Mind“ / „MD 2                    | Davis, Hubert Eaves III, James „D-Train“ Williams | 7:17  |
| 4.             | Ms. Morrisine                                                        | Davis, Morrisine Tynes Irving, Robert Irving III  | 4:57  |
| 5.             | Katia Prelude                                                        | Davis, Irving III                                 | 0:40  |
| 6.             | Katia                                                                | Davis, Irving III                                 | 7:37  |
| 7.             | Time After Time                                                      | Cyndi Lauper, Rob Hyman                           | 3:37  |
| 8.             | You're Under Arrest                                                  | John Scofield                                     | 6:14  |
| 9.             | Medley: Jean Pierre“ / „You're Under Arrest“ / „Then There Were None | Davis, Irving III, Scofield                       | 3:23  |
| Celková délka: | Celková délka:                                                       | Celková délka:                                    | 43:02 |

## Obsazení
- Miles Davis – trubka, syntezátory, hlasy
- John McLaughlin – kytara
- John Scofield – kytara
- Bob Berg – sopránsaxofon, tenorsaxofon
- Al Foster – bicí
- Vince Wilburn, Jr. – bicí
- Robert Irving III – syntezátory, celesta, varhany, clavinet
- Darryl Jones – baskytara
- Steve Thorton – perkuse, španělské hlasy
- Gordon Sumner – francouzské hlasy
- Marek Olko – polské hlasy